# ドイツ国内国境線

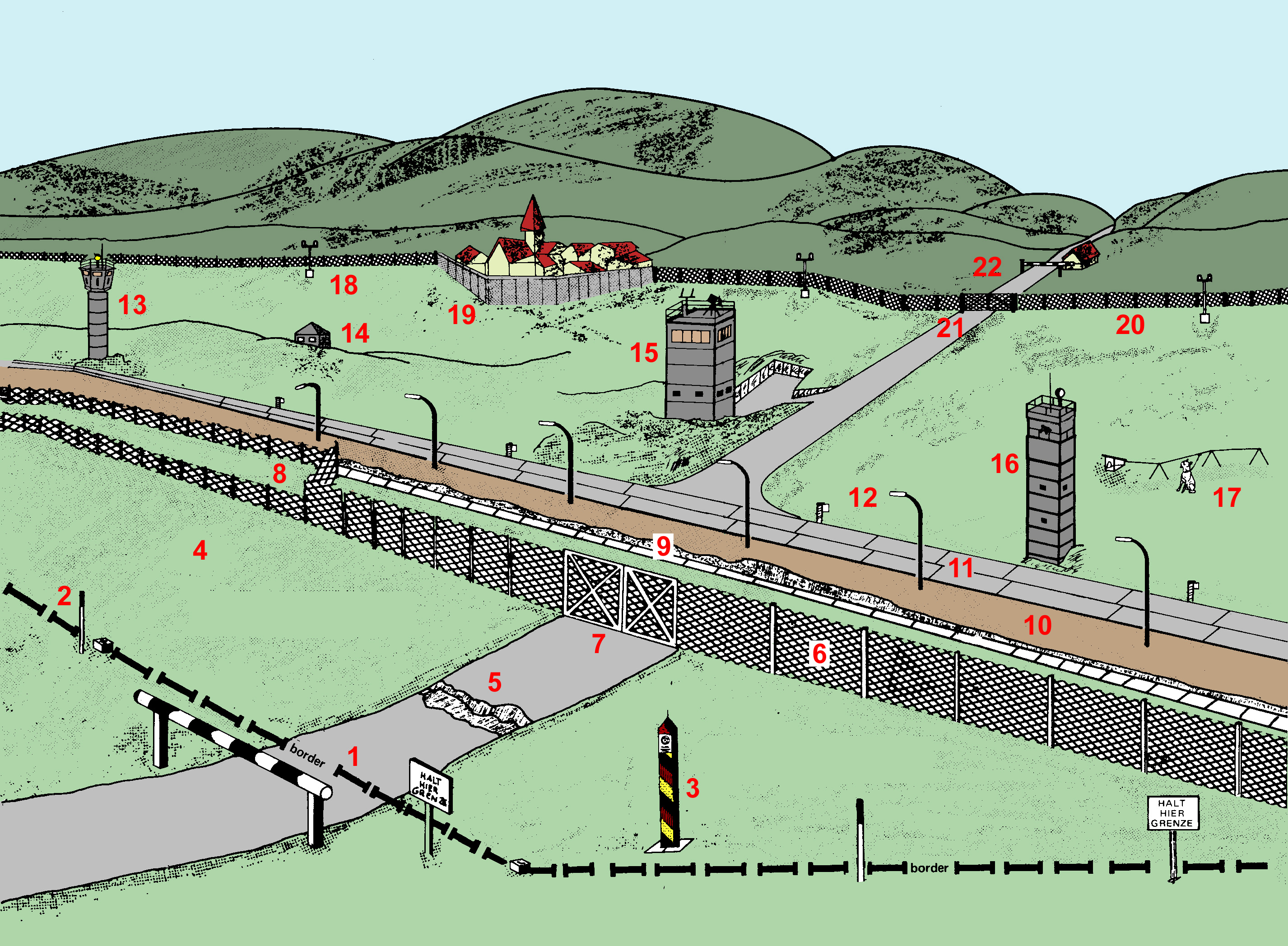
検問所の図解

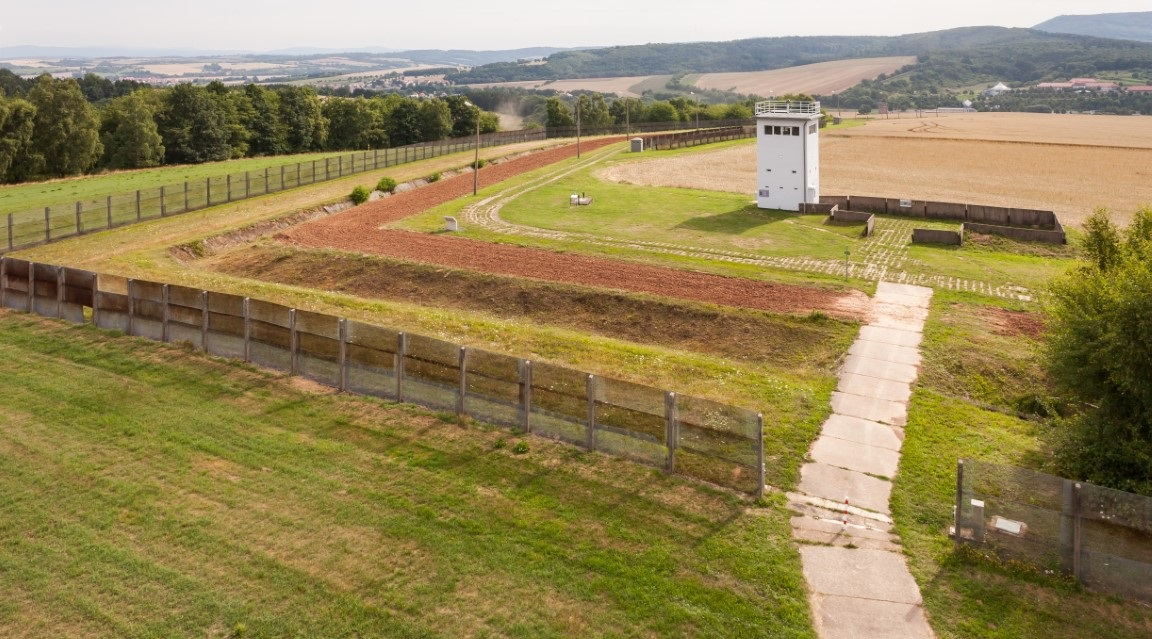
アイヒスフェルト・ボーダーランド博物館に残された東ドイツ側の検問所

ドイツ国内国境線（ドイツこくないこっきょうせん、ドイツ語: Innerdeutsche Grenze）は、かつて存在したドイツ連邦共和国 (西ドイツ)とドイツ民主共和国 (東ドイツ)を隔てた国境線。

## 概要
第二次世界大戦後のドイツの分割統治によりドイツ連邦共和国の統治下にある西ドイツとドイツ民主共和国の統治下にある東ドイツとの間に引かれる事となった2つのドイツの間の国境線である。
東ドイツ側に所在したベルリンを西ベルリンと東ベルリンに隔てていたベルリンの壁と並んで東西ドイツ分断を象徴する光景であった。
バルト海沿岸からチェコとの3カ国国境まで国境線の長さは1,381キロメートルあり、これはフィンランドとロシア連邦の陸上国境以上、中華人民共和国とベトナム社会主義共和国の陸上国境以下の距離に相当する。
国境線の東ドイツ側では国民の西ドイツへの亡命を防ぐため、境界線からすぐ自国側に幅300メートル程のバリケードが設けられ、壁や鉄条網を設置していた。
1990年10月3日のドイツ再統一により同国境線は消滅し、西ドイツ時代からの連邦州に対してのドイツ連邦共和国内の新連邦州との州境となった。
バリケードについては史跡として一部が残されている。